# Desa Tlogowungu (administrativ by i Indonesien, lat -6,93, long 111,27)
Desa Tlogowungu är en administrativ by i Indonesien.   Den ligger i provinsen Jawa Tengah, i den västra delen av landet, 500 km öster om huvudstaden Jakarta.